# 墨西哥海鱮
墨西哥海鱮（学名：Cymatogaster aggregata），又名灰海鱮或黑眼鱸，為隆頭魚亞目海鯽科下的一屬（海鱮屬），本屬已知的種類僅此一種。目前已知生活的深度（水深）最深約 146 公尺，可做為食用魚、觀賞魚及遊釣魚。

## 分布地區

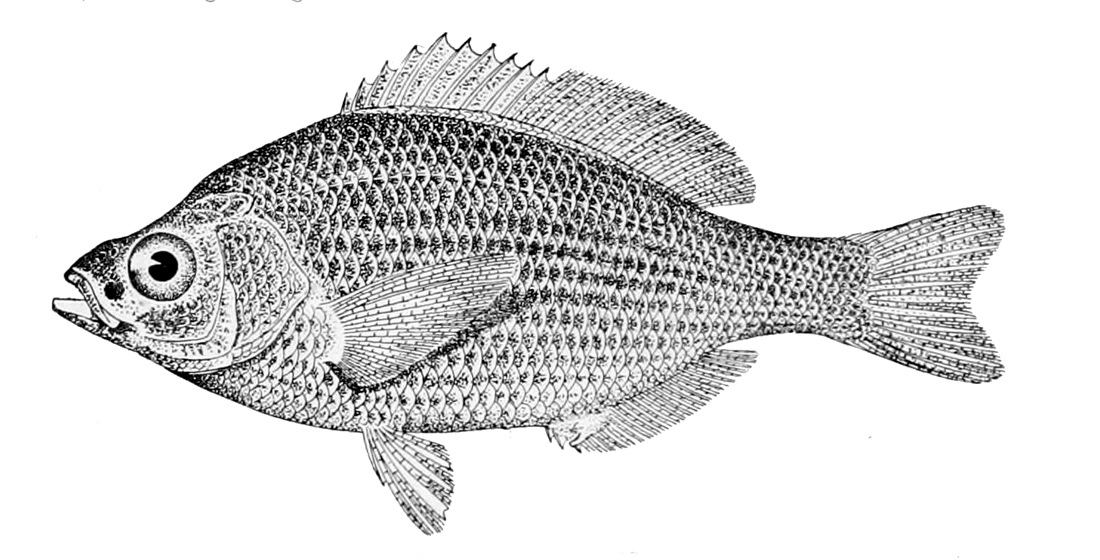
雄魚

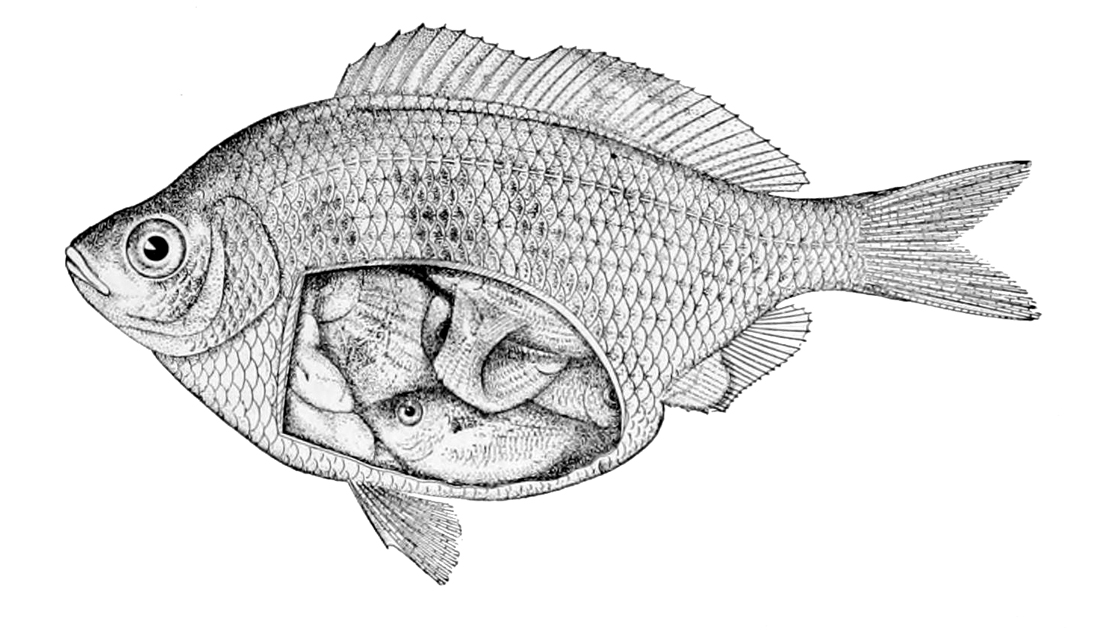
懷孕的雌魚

已知分布於太平洋東部，北至美國阿拉斯加州的蘭格爾，南至墨西哥加利福尼亞灣海域（甚至可能分布於南美洲西北部沿海）。

## 辨識特徵
一般體長約 11 至 15 公分左右，最大可長至 20.3 公分。身體呈扁長形且相當深厚，背鰭具 8 至 11 條硬棘與 19 至 22 條軟條，臀鰭具 3 條硬棘與 22 至 25 條軟條。側線略呈弓形且完整。體色呈銀色，背部呈鉛灰色（有些個體略呈暗綠色），體側有 3 至 4 條左右的淡黃色條紋，胸鰭與腹鰭透明無色，臀鰭多為透明；雄性體側部分區塊鱗片顏色較深（形成約 8 條左右的縱帶）。繁殖期的雄性體色可能幾近純黑，且通常在臀鰭的兩邊具肉質葉。

## 生態習性
常生活在海草（尤其是大葉藻）生長的海域及半鹹水域、海灣（如碼頭）或河口。屬肉食性，稚魚以橈足類等浮游生物為食，成魚則以甲殼類、軟體動物與藻類等為食；也有紀錄顯示本種會進行季節性的向陸及離陸的運動。墨西哥海鱮為胎生魚類，卵在雌魚體內孵化（雄魚以精莢使雌魚體內受精），幼魚則以尾鰭先出來的方式生下來。